# 佐賀県立佐賀東高等学校
佐賀県立佐賀東高等学校（さがけんりつ さがひがしこうとうがっこう）は、佐賀県佐賀市南佐賀三丁目に所在する公立の高等学校である。佐賀市内の県立高校では、いち早く制服にブレザーを取り入れた。通称は「東高」（ひがしこう）。文部科学省の学力向上フロンティア・ハイスクールに指定されている。
佐賀県立佐賀西高等学校・佐賀県立佐賀北高等学校と源流を同じくしている。

## 設置学科
- 普通科
- スポーツ科

## クラス・コース
- 普通クラス
- グレードクラス
- 体育コース

## 概要
1963年（昭和38年）4月1日に佐賀県立佐賀高等学校がマンモス化したため、その対策として佐高分離と称して3つに分離した学校の一つ（他の2つは佐賀西高・佐賀北高）である。
2024年度よりスポーツ科が新設された。

## 沿革
※源流である佐賀県立佐賀高等学校の沿革については、本校と源流を同じくする佐賀県立佐賀西高等学校・佐賀県立佐賀北高等学校の項目を参照されたい。
- 1963年（昭和38年）4月1日 - 佐賀県立佐賀東高等学校として設立
- 1965年（昭和40年） - 開校記念日・校歌制定
- 1992年（平成4年） - 創立30周年記念式典を挙行。第74回全国高等学校野球選手権大会に初出場。
- 1999年（平成11年） - 第81回全国高等学校野球選手権大会出場（7年ぶり2度目）
- 2002年（平成14年） - 創立40周年記念式典を挙行
- 2009年（平成21年） - 第89回天皇杯全日本サッカー選手権大会出場（初出場）
- 2013年（平成25年） -『錆びた真実と、邂逅に抱かれて』で第7回春季全国高等学校演劇研究大会フェスティバル2013出場（初出場・いわき芸術文化交流館アリオス開催）
- 2015年（平成27年） -『ママ』で第61回全国高等学校演劇大会出場（初出場・ひこね市文化プラザ開催）
- 2016年（平成28年） -『ボクの宿題』で第62回全国高等学校演劇大会出場（2年連続2回目・アステールプラザ開催）

## キャッチフレーズ
みなぎる若さ　あふれる活気　花いっぱい　さわやか東

## 部活動
サッカー部は県内屈指の強豪校としても知られる。

### 運動部
- バスケットボール部
- ハンドボール部
- テニス部
- 野球部
  - 1992年夏（第74回）
  - 一回戦 佐賀東3-4能代（秋田）
  - 1999年夏（第81回）
  - 一回戦 佐賀東0-14仙台育英（宮城）
- 陸上部
- なぎなた部
- ソフトボール部
- バレーボール部
- サッカー部
  - 第89回天皇杯全日本サッカー選手権大会
  - 一回戦 佐賀東3-2アルテリーヴォ和歌山（和歌山）
  - 二回戦 佐賀東0-5サガン鳥栖（佐賀）
- 柔道部
- 剣道部
- 水球部
- バドミントン部
- 空手部
- 登山部
- ラグビー部（廃部）

### 文化部
- 吹奏楽部
- 演劇部
- グラフィックアート部
- 茶華道部
- 書道部

## 著名な出身者

### サッカー
- 中原秀人（プロサッカー選手、鹿児島ユナイテッドFC）
- 赤﨑秀平（元プロサッカー選手)
- 中野嘉大（プロサッカー選手、横浜FC）
- 平秀斗（元プロサッカー選手）
- 平河悠（プロサッカー選手、ブリストル・シティFC）
- 吉田陣平（プロサッカー選手、カマタマーレ讃岐）
- 宝納拓斗（プロサッカー選手、福島ユナイテッドFC）
- 井川幸広（サッカーサガン鳥栖運営会社「サガンドリームス」会長、株式会社クリーク･アンド･リバー社社長）

### 野球
- 辻発彦（元プロ野球選手。西武ライオンズ→ヤクルトスワローズ、埼玉西武ライオンズ監督、WBC日本代表守備走塁コーチ）
- 末永真史（元プロ野球選手。広島東洋カープ）

### 芸能
- 西村麻聡（ロックバンド：FENCE OF DEFENSE）（中退）
- ヒーマン（佐賀在住のタレント、佐賀、福岡でラジオパーソナリティーなどで活躍）
- はなわ（お笑い芸人、ミュージシャン）
- 松尾れい子（女優）

### その他
- 古賀龍二（ラグビートップリーグ：福岡サニックスブルース主将、7人制日本代表）
- 野﨑零也（バスケットボール選手：ファイティングイーグルス名古屋）
- 326（イラストレーター）